# Inchelium
Inchelium és una concentració de població designada pel cens dels Estats Units a l'estat de Washington. Segons el cens del 2000 tenia 389 habitants.

## Demografia
Segons el cens del 2000, Inchelium tenia 389 habitants, 153 habitatges, i 95 famílies. La densitat de població era de 5,7 habitants per km².
Dels 153 habitatges en un 30,7% hi vivien nens de menys de 18 anys, en un 32,7% hi vivien parelles casades, en un 18,3% dones solteres, i en un 37,3% no eren unitats familiars. En el 32% dels habitatges hi vivien persones soles el 13,7% de les quals corresponia a persones de 65 anys o més que vivien soles. El nombre mitjà de persones vivint en cada habitatge era de 2,54 i el nombre mitjà de persones que vivien en cada família era de 3,31.
Per edats la població es repartia de la següent manera: un 29,6% tenia menys de 18 anys, un 9,8% entre 18 i 24, un 26,5% entre 25 i 44, un 23,7% de 45 a 60 i un 10,5% 65 anys o més.
L'edat mediana era de 33 anys. Per cada 100 dones de 18 o més anys hi havia 110,8 homes.
La renda mediana per habitatge era de 24.375 $ i la renda mediana per família de 42.000 $. Els homes tenien una renda mediana de 37.292 $ mentre que les dones 23.194 $. La renda per capita de la població era de 14.728 $. Aproximadament l'11% de les famílies i el 13,4% de la població estaven per davall del llindar de pobresa.

## Poblacions més properes
El següent diagrama mostra les poblacions més properes.